# M1132工兵車
M1132工兵車（英語：M1132 Engineer Squad Vehicle, ESV）是美國史崔克裝甲車系列的工程車版本，主要使用者為美國陸軍史崔克戰鬥旅的戰鬥工兵隊。
M1132 ESV的主要功能是將工兵運送至戰場，並於工兵施工時提供其支援。該車裝有障礙物清除器，並設有標線系統以及地雷偵測裝置。
M1132 ESV是M1126 ICV的衍生型號。它最大的特徵在於安裝於車前的掃雷裝置，而且時常拖著一輛裝滿額外設備的輪式拖車。M1132 ESV能夠於道路上清除地雷，於崎嶇路面上的除雷效果則相對不顯著，但仍比人力清除來的有效。其他的戰地工程作業皆可由車內的戰鬥工兵班及拖車上的工具設備來完成。